# The Sound of Sonny
The Sound of Sonny – album amerykańskiego saksofonisty jazzowego Sonny’ego Rollinsa, wydany po raz pierwszy w 1957 roku z numerem katalogowym RLP 12-241 nakładem Riverside Records.

## Powstanie
Materiał na płytę został zarejestrowany 11 (A5, B1, B3), 12 (A2, A3, B2, B4) i 19 czerwca (A1, A4, utwór dodatkowy na CD) 1957 roku w Reeves Sound Studios w Nowym Jorku. Produkcją albumu zajął się Orrin Keepnews.

## Lista utworów
Opracowano na podstawie materiału źródłowego.
Wydanie LP
Strona A
| Nr | Tytuł utworu                   | Muzyka                     | Długość |
| -- | ------------------------------ | -------------------------- | ------- |
| 1. | „The Last Time I Saw Paris”    | Jerome Kern                | 2:58    |
| 2. | „Just in Time”                 | Jule Styne                 | 3:59    |
| 3. | „Toot, Toot, Tootsie, Goodbye” | Ernie Erdman, Ted Fio Rito | 4:25    |
| 4. | „What Is There to Say”         | Vernon Duke                | 4:56    |
| 5. | „Dearly Beloved”               | Kern, Johnny Mercer        | 3:05    |
|    |                                |                            | 19:23   |

Strona B
| Nr | Tytuł utworu                | Muzyka           | Długość |
| -- | --------------------------- | ---------------- | ------- |
| 1. | „Ev’ry Time We Say Goodbye” | Cole Porter      | 3:23    |
| 2. | „Cutie”                     | Sonny Rollins    | 5:54    |
| 3. | „It Could Happen to You”    | Jimmy Van Heusen | 3:47    |
| 4. | „Mangos”                    | Dee Libbey       | 5:34    |
|    |                             |                  | 18:38   |

Utwór dodatkowy na CD
| Nr | Tytuł utworu        | Muzyka  | Długość |
| -- | ------------------- | ------- | ------- |
| 1. | „Funky Hotel Blues” | Rollins | 6:00    |
|    |                     |         | 6:00    |

## Twórcy
Opracowano na podstawie materiału źródłowego.
Muzycy:
- Sonny Rollins – saksofon tenorowy
- Sonny Clark – fortepian (A2-B2, B4)
- Percy Heath – kontrabas (A2, A3, A5-B2, B4)
- Paul Chambers – kontrabas (A1, A4, utwór dodatkowy na CD)
- Roy Haynes – perkusja (A1-B2, B4, utwór dodatkowy na CD)

Produkcja:
- Orrin Keepnews – produkcja muzyczna
- Jack Higgins – inżynieria dźwięku